# Bancroft (Maine)
Bancroft es un pueblo ubicado en el condado de Aroostook en el estado estadounidense de Maine. En el Censo de 2010 tenía una población de 68 habitantes y una densidad poblacional de 0,64 personas por km².

## Geografía
Bancroft se encuentra ubicado en las coordenadas 45°41′31″N 67°58′9″O / 45.69194, -67.96917. Según la Oficina del Censo de los Estados Unidos, Bancroft tiene una superficie total de 106.16 km², de la cual 104.72 km² corresponden a tierra firme y (1.36%) 1.44 km² es agua.

## Demografía
Según el censo de 2010, había 68 personas residiendo en Bancroft. La densidad de población era de 0,64 hab./km². De los 68 habitantes, Bancroft estaba compuesto por el 100% blancos, el 0% eran afroamericanos, el 0% eran amerindios, el 0% eran asiáticos, el 0% eran isleños del Pacífico, el 0% eran de otras razas y el 0% pertenecían a dos o más razas. Del total de la población el 2.94% eran hispanos o latinos de cualquier raza.